# Соколівка (Івано-Франківський район)
Соколі́вка (до 1965 р.— Соколів) —  село в Україні, у Олешанській сільській громаді Івано-Франківського району Івано-Франківської області.

## Назва
Село перейменоване в 1965 році, до перейменування село носило назву Соколів.

## Історія
З 1991 року село в складі незалежної України.